# Solco temporale inferiore
Il solco temporale inferiore attraversa la faccia inferiore del lobo temporale. L'area del lobo temporale inferiore è concava, e si continua posteriormente con la zona tentoriale del lobo occipitale. Il solco temporale inferiore si estende dal vicino polo occipitale, all'indietro, fino al polo temporale, situato a breve distanza, in avanti. Tuttavia è spesso suddiviso da numerose circonvoluzioni cerebrali che lo attraversano a ponte.